# Stanislaw Sergejewitsch Schatalin

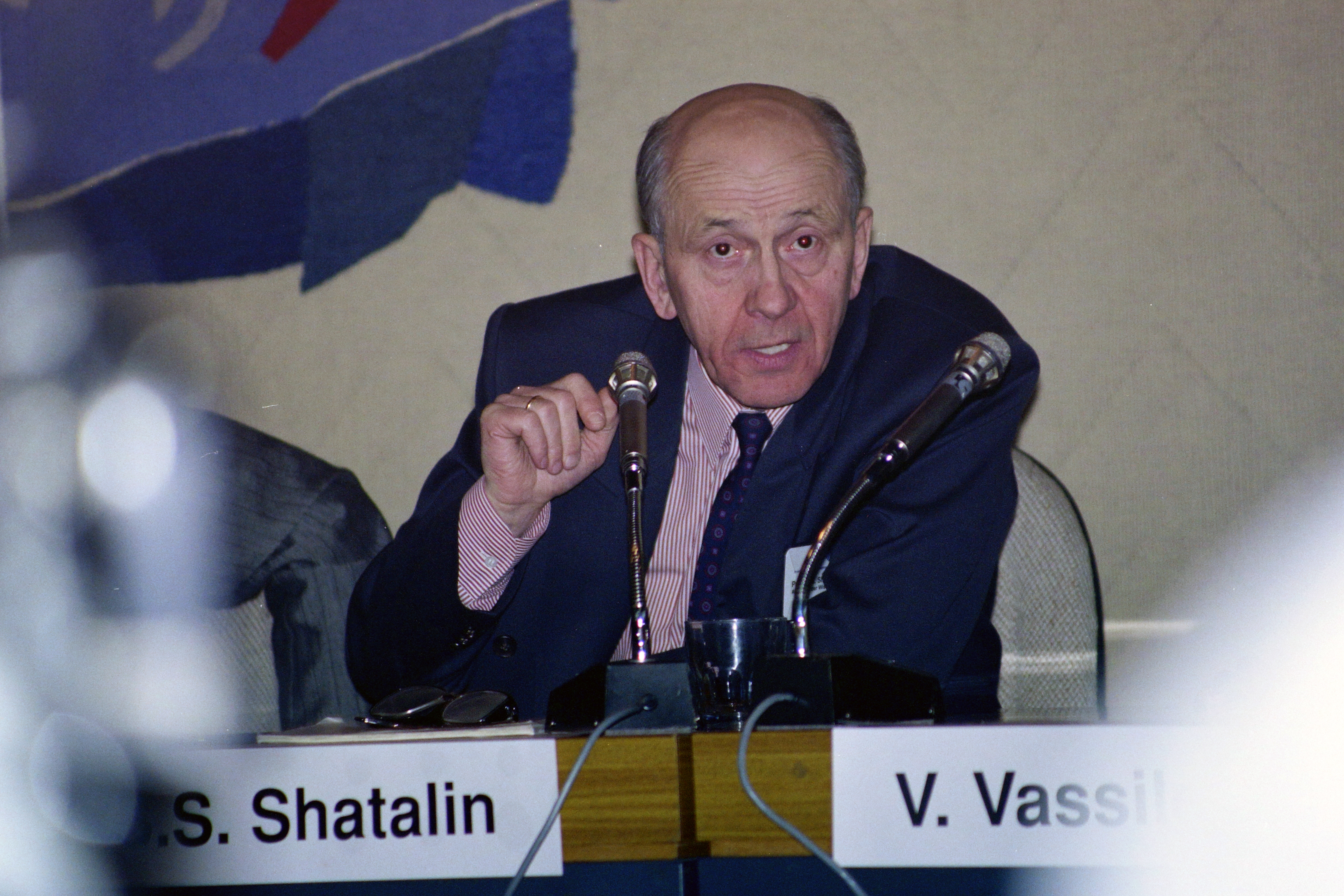
Stanislaw Sergejewitsch Schatalin

Stanislaw Sergejewitsch Schatalin (russisch Станислав Сергеевич Шаталин; geboren am 24. August 1934 in Detskoje Selo, Oblast Leningrad, RSFSR, UdSSR; gestorben am 3. März 1997 in Moskau) war ein sowjetischer bzw. russischer Wirtschaftswissenschaftler.

## Leben
Schatalin wurde als Sohn des höheren Parteifunktionäres Sergei Schatalin geboren. Sein Onkel Nikolai Schatalin war in Fünfzigerjahren Mitglied des ZK der KPdSU. Nach Abschluss der Schule, die er mit Bestnoten beendete, studierte Schatalin zunächst zwei Jahre am Moskauer Energetischen Institut, ehe er an die wirtschaftswissenschaftliche Fakultät der MGU wechselte und das Studium der Ökonomie 1958 mit einem Abschluss beendete. In den Jahren von 1959 bis 1965 arbeite Schatalin beim ökonomischen Forschungsinstitut des staatlichen Planungskomitees Gosplan und verteidigte seine Dissertationsarbeit zum Thema Theoretische Fragen der Input-Output-Analyse und ihre Verwendung in den Planungskalkulationen (Вопросы теории межотраслевого баланса и его использования в плановых расчётах). 1970 verteidigte Schatalin seine Habilitationsarbeit über das Thema Probleme der theoretischen Analyse der Verhältnismäßigkeit der sowjetischen Ökonomie (Проблемы теоретического анализа пропорциональности советской экономики). Von 1970 bis 1983 leitete Schatalin den Lehrstuhl für quantative Ökonomie an der Lomonossow-Universität. Im Dezember 1989 wurde er in die Staatliche Kommission für ökonomische Reformen berufen, die von Leonid Abalkin geleitet wurde, und überarbeitete die ökonomischen Vorschläge, die im Rahmen des 500-Tage-Programms gemacht wurden und welche die prekäre wirtschaftliche Situation der Sowjetunion verbessern sollten.
Des Weiteren war Schatalin in den Jahren 1990 und 1991 Mitglied des Zentralkomitees der KPdSU und gehörte 1990 dem Präsidialrat unter Führung von Michail Gorbatschow an.
Schatalin wurde 1974 korrespondierendes Mitglied und 1987 vollwertiges Mitglied Akademie der Wissenschaften der UdSSR.
Er verstarb 1997 und wurde auf dem Kunzewoer Friedhof in Moskau beerdigt.

## Werke (Auswahl)
- Экономика СССР — единый народнохозяйственный комплекс (Die Ökonomie der UdSSR — Ein vereinter volkswirtschaftlicher Komplex. Moskau 1980)
- Функционирование экономики развитого социализма (Die Funktionsweise der Ökonomie in der Phase des entwickelten Sozialismus. Moskau 1982)

## Auszeichnungen (Auswahl)
Schatalin erhielt verschiedene Auszeichnungen, wie den Staatspreis der UdSSR (1968) oder den Orden der Freundschaft (1994).